# Landsburg (Schwalmstadt)
Die ehemalige Burg Landsburg ist eine abgegangene Höhenburg, gelegen auf einem 342,7 ü. NN ehemals langovalen Basaltkegel. Sie befand sich etwa 1,5 km westlich von Michelsberg im nordhessischen Schwalm-Eder-Kreis. Von der ehemaligen Burg ist heute nichts mehr erhalten.

## Geschichte
Die Höhenburg wurde in den Jahren 1344 bis 1345 erbaut und 1345 erstmals urkundlich erwähnt. Sie entstand auf Grund eines Bündnisses der Grafen Johann I. und Gottfried VII. von Ziegenhain mit dem hessischen Landgrafen Heinrich II., das diese gegen das Erzstift Mainz schlossen. Der Landgraf versprach zudem den Ziegenhainern, ihnen beim Bau der Burg behilflich zu sein.
1345 gewann Graf Johann I. die Herren von Löwenstein-Schweinsberg als Erbburgmannen. Das Burglehen diente als Ersatz für das bisher von den Löwenstein-Schweinsberg als Burglehen besessene halbe Gericht Wegebach (heute Wüstung).
Mit der Burg wurde Landsburg Mittelpunkt eines neuen Amts und Gerichtsbezirks für eine Reihe umliegender Orte. 1371 umfasste das Amt und Gericht Landsburg die Orte Holzmannshausen, Allendorf an der Landsburg, beide Orte Michelberg, Michelsberg, Knechtsbach und Diemerode, die bis dahin zum Gericht auf den Wasen gehört hatten. Graf Gottfried VII. versetzte 1371 zwei Drittel von Burg und Gericht Landsburg an Hermann von Schweinsberg und ein Drittel an Widerold von Meysenbug. Später gelangte der Meysenbugsche Anteil im Erbgang an die von Spiegel  und an die von Binsförth. Diese überließen ihren Besitz im Jahre 1412 dem Erzstift Mainz. Schon 1408 begann Graf Johann II. von Ziegenhain mit einer ersten Zahlung, die Burg wieder auszulösen. 1437 schenkte er die Burg seiner Gemahlin Elisabeth als Teil ihres Wittums.
Ab 1450, mit dem Aussterben der Ziegenhainer Grafen, war die Gerichtsherrschaft im Besitz der Landgrafschaft Hessen. Ab 1461 war das Gericht verpfändet: 1461 an Kaspar von Roßdorf, 1480 an Hans von Dörnberg, ab 1490 an den landgräflichen Amtmann auf der Burg, Apel von Grusen.
1509 wies Landgraf Wilhelm II. die Landsburg und den Gerichtsbezirk seinem unehelichen Halbbruder Wilhelm (Freiherr von der Landsburg) zu. 1544 gab Wilhelm von der Landsburg Landgraf Philipp I. Burg und Herrschaft Landsburg zurück. Danach, spätestens ab 1548, erfolgte die Eingliederung des Gerichts in das bestehende Amt Ziegenhain. Die Zuständigkeit des Gerichts dürfte die Hohe- und Niedere Gerichtsbarkeit umfasst haben.
Im 16. Jahrhundert setzte der Zerfall der Burg ein.

## Heutiger Zustand

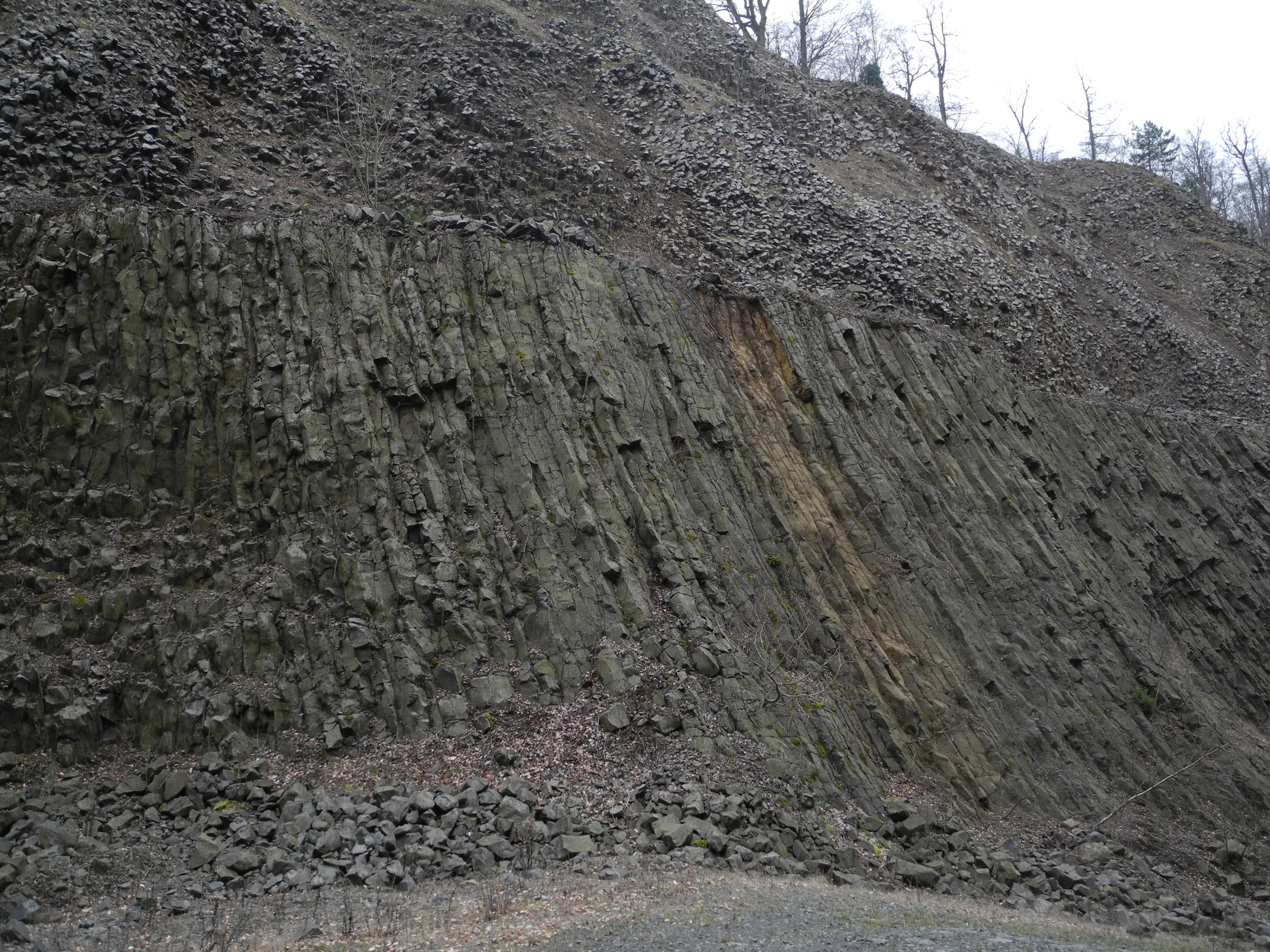
Abbauwand im Steinbruch Landsburg (2016)

Im Jahr 1968 wurden bei der Erweiterung des örtlichen Basaltabbaus die letzten noch vorhandenen Reste abgetragen.
Basaltstelen aus dem Steinbruch Landsburg wurden ab 1982 von Joseph Beuys verwendet, insbesondere für sein Werk 7000 Eichen.